# Prevalje
Prevalje este un oraș din comuna Prevalje, Slovenia, cu o populație de 4.504 locuitori.